# Công tước xứ York và Albany
Công tước xứ York và Albany là một tước hiệu quý tộc trong đẳng cấp quý tộc Đại Anh. Tước hiệu này được tạo ra ba lần trong thế kỷ 18 và thường được trao cho con trai thứ hai của quốc vương Anh. Các tước hiệu tiền nhiệm trong các quốc vương Anh và Scotland là Công tước xứ York và Công tước xứ Albany.

## Các công tước xứ York và Albany

### Sáng lập lần đầu, 1716–1728
Hoàng tử Ernest là em trai của vua George I.
| Tên | Chân dung                | Sinh | Hôn nhân      | Mất                                   |
| --- | ------------------------ | --- | ------------- | ------------------------------------- |
| Hoàng tử Ernest Augustus Nhà Hanover 1716–1728 cũng là: Giáo quyền Osnabrück (1715–1728), Bá tước xứ Ulster (1716) | Hoàng tử Ernest Augustus | 7 September 1674 Osnabrück con trai của Ernst August, Tuyển hầu xứ Brunswick-Lüneburg và Sophie của Pfalz | không kết hôn | 14 tháng 8 năm 1728 Osnabrück 53 tuổi |

Hoàng tử Ernest qua đời mà không có con.

### Sáng lập lần hai, 1760–1767
Thay vì là con trai thứ hai của quốc vương, Hoàng tử Edward là con trai thứ hai của Thân vương Frederick xứ Wales và là em trai của vua George III.
| Tên                                                                    | Chân dung       | Sinh | Hôn nhân      | Mất                                                     |
| ---------------------------------------------------------------------- | --------------- | --- | ------------- | ------------------------------------------------------- |
| Hoàng tử Edward Nhà Hanover 1760–1767cũng là: Bá tước xứ Ulster (1760) | Hoàng tử Edward | 25 tháng 3 năm 1739 Nhà Norfolk con trai của Frederick, Thân vương xứ Wales và Augusta xứ Sachsen-Gotha-Altenburg | không kết hôn | 17 tháng 9 năm 1767 Cung điện Thân vương Monaco 28 tuổi |

Hoàng tử Edward qua đời mà không có con.

### Sáng lập lần ba, 1784–1827
Hoàng tử Frederick là con trai thứ hai của vua George III.
| Tên                                                                       | Chân dung          | Sinh                                                                                            | Hôn nhân                                                      | Mất                                    |
| ------------------------------------------------------------------------- | ------------------ | ----------------------------------------------------------------------------------------------- | ------------------------------------------------------------- | -------------------------------------- |
| Hoàng tử Frederick Nhà Hanover 1784–1827cũng là: Bá tước xứ Ulster (1784) | Hoàng tử Frederick | 16 August 1763 Cung điện St. James con trai của George III và Charlotte xứ Mecklenburg-Strelitz | Friederike Charlotte của Phổ 29 tháng 9 năm 1791 Không có con | 5 tháng 1 năm 1827 Nhà Rutland 63 tuổi |

Hoàng tử Frederick qua đời mà không có con hợp pháp, sau khi ly thân với người vợ duy nhất Friederike Charlotte (người mà ông không có con), nhưng có tin đồn là đã có một số đứa con ngoài giá thú.